# Котов, Евгений Алексеевич
Евге́ний Алексе́евич Ко́тов (род. 10 июня 1955) — советский и российский тренер по боксу. Тренер СДЮСШОР по боксу города Каспийска, главный тренер клуба «Баку Файрс» и национальной сборной Азербайджана, личный тренер таких титулованных боксёров как Али Алиев и Магомед Абдусаламов. Заслуженный тренер России (2008).

## Биография
Евгений Котов родился в 1955 году. С юных лет серьёзно занимался боксом в махачкалинском «Динамо» под руководством Гилата Муртузалиева. В 1973 году выиграл республиканское и всесоюзное первенство спортивного общества «Динамо», в 1974 году — Динамиаду социалистических стран в Мишкольце, а также молодёжную Спартакиаду народов РСФСР в командном зачёте (в составе сборной Дагестанской АССР). Состоял в национальной сборной команде Советского Союза, в частности в 1979 году в полусредней весовой категории одержал победу на чемпионате мира среди военнослужащих социалистических стран в КНДР и в лёгком весе стал лучшим на Кубке короля в Таиланде. Выполнил норматив мастера спорта СССР международного класса.
После завершения спортивной карьеры занялся тренерской деятельностью. Работал тренером в Государственном бюджетном профессиональном образовательном учреждении Ставропольского края «Ставропольское училище олимпийского резерва (техникум)» (СУОР). Тренер Государственного бюджетного учреждения дополнительного образования Республики Дагестан «Специализированная детско-юношеская спортивная школа олимпийского резерва по боксу» в Каспийске. Тренер высшей квалификационной категории.
Подготовил множество титулованных дагестанских боксёров, некоторые из которых добились большого успеха на международной арене. Так, его воспитанник Али Алиев является чемпионом Европы, двукратный чемпион России. Другой его ученик — двукратный чемпион России Магомед Абдусаламов, так же успешно выступавший на профессиональном ринге. Под его руководством тренировался многократный призёр российских национальных первенств Шафидин Аллахвердиев. За выдающиеся достижения на тренерском поприще в 2008 году Евгению Котову было присвоено почётное звание «Заслуженный тренер России».
С 2010 года возглавлял азербайджанскую боксёрскую команду «Баку Файрс», выступавшую в полупрофессиональной лиге WSB. В период 2011—2012 годов занимал должность главного тренера национальной сборной команды Азербайджана по боксу, азербайджанские боксёры под его руководством завоевали семь олимпийских лицензий. Ушёл из сборной после завершения квалификации на Олимпиаду в Лондоне, и на Играх командой руководили Нариман Абдуллаев и Расим Мамедов.
Награждён нагрудным знаком «Отличник физической культуры и спорта».